# Sarcophaga destructor
Sarcophaga destructor is een vliegensoort uit de familie van de dambordvliegen (Sarcophagidae). De wetenschappelijke naam van de soort is voor het eerst geldig gepubliceerd in 1929 door Malloch.